# 张北延寿寺
张北延寿寺是一处古建筑，位于山西省晋中市祁县东观镇张北村，建于清。
2021年8月4日，张北延寿寺公布为第六批山西省文物保护单位。